# Marjory de Schireham
Marjory de Schireham, född 1290, död 1340, var en skotsk ämbetsinnehavare. Hon var en så kallad custom collector i Dundee och den första kvinnan med det ämbetet i Skottland. 